# Norddeutscher Schützenbund
Der Norddeutsche Schützenbund von 1860 e. V. (NDSB)  ist ein Fachverband für Sportschießen in Schleswig-Holstein mit Sitz in Kiel.
Übergeordneter Verband ist der Deutsche Schützenbund.

## Geschichte
Er wurde am 20. August 1860 in Rendsburg gegründet und am 10. Dezember 1952 in Rendsburg wiedergegründet.

## Aufgabe
Der Norddeutsche Schützenbund verfolgt den Zweck, die im Land Schleswig-Holstein den Schießsport betreibenden Vereinigungen unter Wahrung ihrer Selbständigkeit auf freiwilliger Grundlage zusammenzufassen, den Schießsport nach den Richtlinien des übergeordneten Fachverbandes zu pflegen sowie den Leistungs-, Breiten- und Freizeitsport zu fördern und zu betreiben, die Tradition und das Schützenbrauchtum als  Bestandteil des Volkslebens zu pflegen und zu wahren und die sportliche und allgemeine Jugendarbeit zu fördern.

## Organisation
Das oberste Organ ist der ordentliche Landesschützentag. 
Weitere Organe sind das Präsidium, das Gesamtpräsidium und der Verbandsrat.
Die Mitglieder des Präsidiums sind der Präsident, der 1. Vizepräsident, der 2. Vizepräsident, der Landesschatzmeister und der Landessportleiter. Mitglieder des Gesamtpräsidium sind die Mitglieder des Präsidiums, die Landesdamenleiterin, der Landesausbildungsleiter, der Landespressesprecher, der stv. Landesschatzmeister, der Landesjugendleiter und der stv. Landessportleiter.
Dem Verbandsrat gehören die Mitglieder des Gesamtpräsidiums, die Kreisvorsitzenden, zwei stv. Landesportleiter, die stv. Landesdamenleiterin, der stv. Landesjugendleiter und der stv. Landesausbildungsleiter an.

## Kreisverbände
Dem NDSB gehören die folgenden 13 Kreisverbände an:
- Kreisschützenverband Schleswig-Flensburg
- Kreisschützenverband Rendsburg-Eckernförde
- Kreisschützenverband Kiel
- Kreisschützenverband Neumünster
- Kreisschützenverband Plön
- Kreisschützenverband Ostholstein
- Kreisschützenverband Segeberg
- Kreisschützenverband Lübeck
- Kreisschützenverband Herzogtum Lauenburg
- kreisschützenverband Stormarn
- Kreisschützenverband Pinneberg
- Kreisschützenverband Steinburg
- Kreisschützenverband Dithmarschen
- Kreisschützenverband Nordfriesland